# Uri Or
Uri Or též Ori Or (hebrejsky: אורי אור, * 22. dubna 1939) je bývalý izraelský generál a politik. V průběhu své vojenské kariéry dosáhl řady postů, z nichž mezi nejvyšší patří post velitele severního a centrálního velitelství Izraelských obranných sil. Jako politik se stal poslancem Knesetu za Stranu práce, kde předsedal parlamentnímu zahraničně-obrannému výboru. V letech 1995 až 1996 byl náměstkem ministra obrany.

## Biografie
Narodil se v mošavu Kfar Ma'as a do izraelské armády vstoupil v roce 1957 a sloužil u obrněných sborů. Během šestidenní války v roce 1967 velel 7. brigádě, která se rozvinula podél severního pobřeží Sinajského poloostrova. Během opotřebovací války velel obrněnému praporu na Sinaji a v jordánském údolí. V srpnu 1973 byl povýšen do hodnosti podplukovníka a stal se velitelem nově zřízené 679. (rezervní) brigády, kterou vedl během jomkipurské války v říjnu téhož roku.
Po jomkipurské válce byl jmenován velitelem 7. brigády. V roce 1976 byl povýšen do hodnosti brigádního generála a stal se velitelem obrněné divize na Golanských výšinách. Později sloužil jako náčelník štábu centrálního velitelství. V roce 1981 byl povýšen do hodnosti generála a v letech 1981 až 1983 velel centrálnímu velitelství a v letech 1983 až 1987 severnímu velitelství, a to částečně kvůli první libanonské válce.

### Politická kariéra
Z armády odešel v roce 1987 po třiceti letech aktivní služby. Po odchodu se stal generálním ředitelem Židovského národního fondu, a to až do roku 1992. V letech 1988 až 1991 byl rovněž členem správní rady Israel Aerospace Industries. Jedním z jeho kroků po opuštění armády byl vstup do Strany práce, které pomáhal v předvolební kampani před parlamentními volbami v roce 1988. V následujících volbách v roce 1992 byl zvolen poslancem za Stranu práce a stal se předsedou zahraničně-obranného výboru. Po vzniku Peresovy vlády, následované atentátu na Jicchaka Rabina, byl Or jmenován náměstkem ministra obrany. Svůj poslanecký mandát si udržel i po volbách v roce 1996, po nichž však jeho strana odešla do opozice. O svůj mandát přišel v následujících volbách v roce 1999.
V letech 1999 až 2003 byl předsedou rady Israel Aerospace Industries.